# Matilde Asian
Matilde Pastora Asían González, née le 1er septembre 1955, est une femme politique espagnole membre du Parti populaire (PP).

## Biographie

### Profession
Elle est inspectrice des finances de l’État et auditrice des comptes. Elle est membre de l'Institut des censeurs de comptes. Elle possède un master en haute direction et a enseigné à l'Université de Las Palmas de Gran Canaria.

### Activités politiques
Elle a été vice-conseillère chargée de l'économie avec l'Union européenne au Gouvernement canarien.
Le 20 novembre 2011, elle est élue députée pour Las Palmas au Congrès des députés et réélue en 2015 et 2016.
Elle est nommée secrétaire d'État chargée du Tourisme en novembre 2016. Elle est nommée conseillère aux Finances et aux Relations avec l'Union européenne dans le gouvernement Clavijo II en juillet 2023.